# Huit immortels
Les huit immortels (chinois : 八仙 ; pinyin : Bāxiān ; Wade : Pa¹hsien¹) sont des divinités du taoïsme et de la religion populaire chinoise. Ils sont souvent représentés dans l’iconographie populaire et religieuse, en personne ou sous la forme des talismans grâce auxquels ils luttent contre le mal, appelés les Huit joyaux (八寶) ou les Huit immortels cachés (暗八仙). Le thème iconographique date au plus tard des Tang, mais leur identité exacte a été fixée sous les Ming. Le thème du groupe de huit est connu depuis les huit immortels de Huainan, conseillers de Liu An. Il existe d’autres groupes moins connus comme les huit immortels de Shu.

## Identité
Il s'agit d'un échantillon de différents personnages de la société (femme, vieillard, grand noble, militaire, infirme, redresseur de torts, mendiant, lettré) devenus immortels. Le thème pictural (baxiantu 八仙圖) date des Tang. Ils apparaissent dans le théâtre Yuan, mais leur identité définitive n’est fixée que sous les Ming grâce au roman de Wu Yuantai (吳元泰) Le Voyage vers l’Orient (Dongyouji 東遊記) et à l’ouvrage anonyme Les Huit Immortels traversent la mer (八仙過海 Bāxiān guòhǎi). Personnages littéraires autant que religieux, les huit immortels présentent un aspect pittoresque et vivant différemment de l’image de perfection lointaine de leurs homologues purement divins. Ils sont censés avoir vécu sous les Tang ou les Song, à l’exception de Zhongli Quan (Han).

## Liste des huit immortels

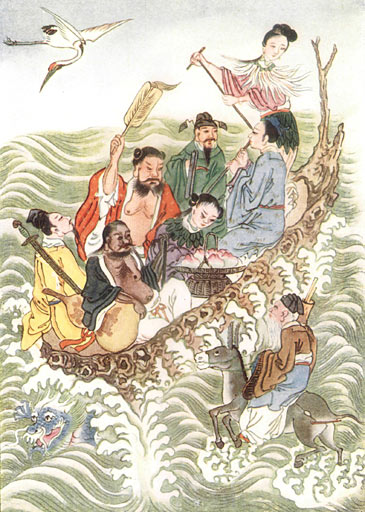
Les huit immortels traversent la mer. Depuis la poupe dans le sens des aiguilles d'une montre : He Xiangu, Han Xiangzi, Lan Caihe, Li Tieguai, Lü Dongbin, Zhongli Quan, Cao Guojiu et (sur l'âne) Zhang Guolao. E.T.C. Werner, 1922.

Lü Dongbin et Zhongli Quan sont souvent considérés comme chefs du groupe. Un autre personnage d’ermite taoïste, Liu Hai (劉海) ou Liu Haichan (劉海蟾), remplace parfois Zhang Guolao dans le Jiangxi et Lan Caihe à Taïwan.
- Cao Guojiu (曹国舅), oncle d’un empereur Song, représenté en habits de cour et tenant à la main une plaquette de jade, insigne de sa noblesse, ou une paire de castagnettes ; il est le protecteur des acteurs.
- Han Xiangzi (韓湘子), neveu du lettré Han Yu, représenté avec une flûte, patron des musiciens.
- He Xiangu (何仙姑), représentée tenant une fleur de lotus à la main.
- Lan Caihe (藍采和), mendiant excentrique représenté vêtu d'une robe bleue, chaussé d’une seule chaussure et portant un panier de fleurs.
- Lü Dongbin (呂洞賓), alchimiste taoïste, représenté avec une épée comme un redresseur de torts.
- Tieguai Li (鉄拐李, « Li à la canne de fer »), boiteux souvent ivre représenté avec une canne et une calebasse contenant de l'alcool.
- Zhang Guolao (張果老), maître taoïste, souvent représenté sur un âne blanc, avec un yugu (instrument de musique à percussion) ; il est le patron des peintres et calligraphes.
- Zhongli Quan (鐘離権) ou Han Zhongli (漢鐘離), général de la dynastie Han ; grassouillet, il possède un éventail lui servant à ranimer les morts.

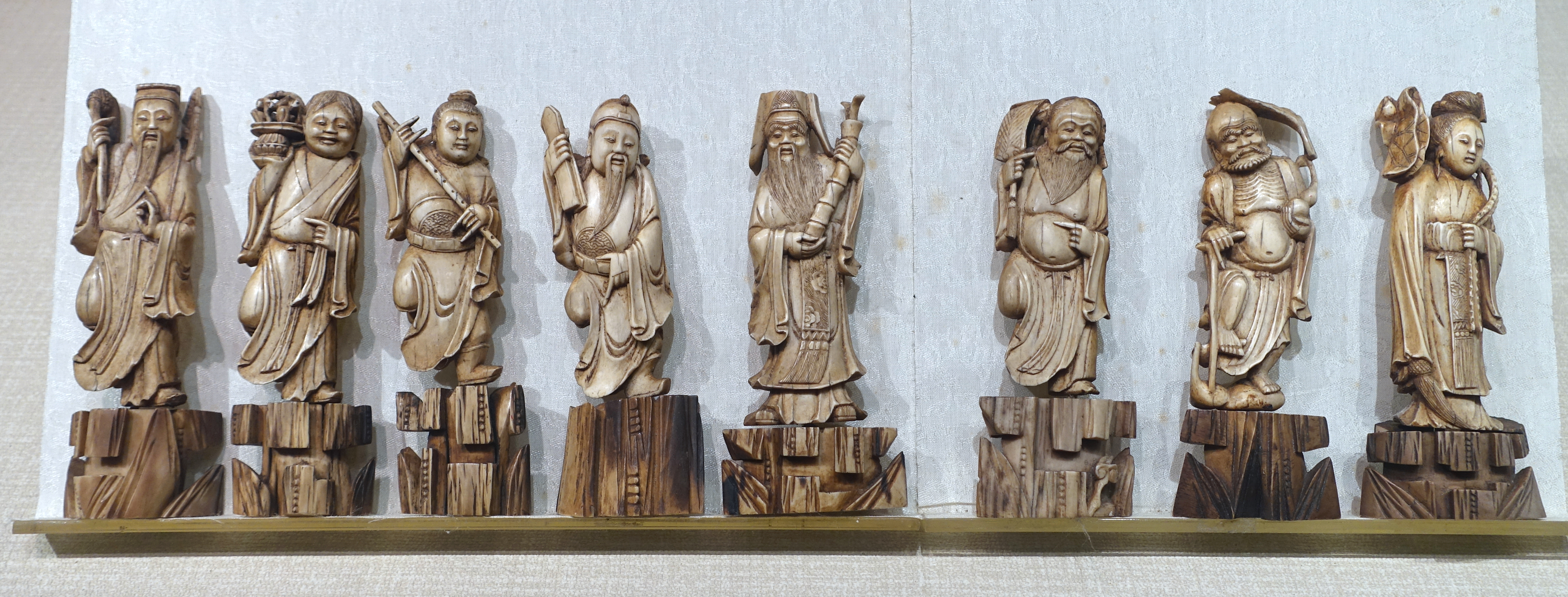
Statuettes des huit immortels au musée de l'université du Sichuan.

## Place dans la religion
Il existe en Chine des temples des huit immortels, comme le Baxiangong (八仙宮) de Xi'an. Lü Dongbin et Zhongli Quan occupent une place importante dans l’école Quanzhen qui les considère comme patriarches.
Le groupe fait partie des personnages qui suivent le dieu principal lors des processions de temple. Les Huit Immortels ivres (醉八仙, Zuì Bāxiān) et Les Huit Immortels célèbrent l'anniversaire [de la déesse] (八仙祝壽, Bāxiān zhùshòu) sont deux scènes jouées pour les dieux avant les représentations d’opéra populaire. La seconde rappelle que les huit immortels se rendent régulièrement au « festin de pêches » (蟠桃會, pántáohuì) ou « festin d’immortalité » de la déesse Xiwangmu lors de son anniversaire, faisant du groupe un symbole de prospérité et de longévité. Dans certaines régions comme Taïwan, des banderoles de satin rouge brodé représentant les immortels sont accrochées au-dessus des portes ou des fenêtres pour porter chance lors de certains événements (emménagement, naissance, anniversaire d’une personne âgée…).

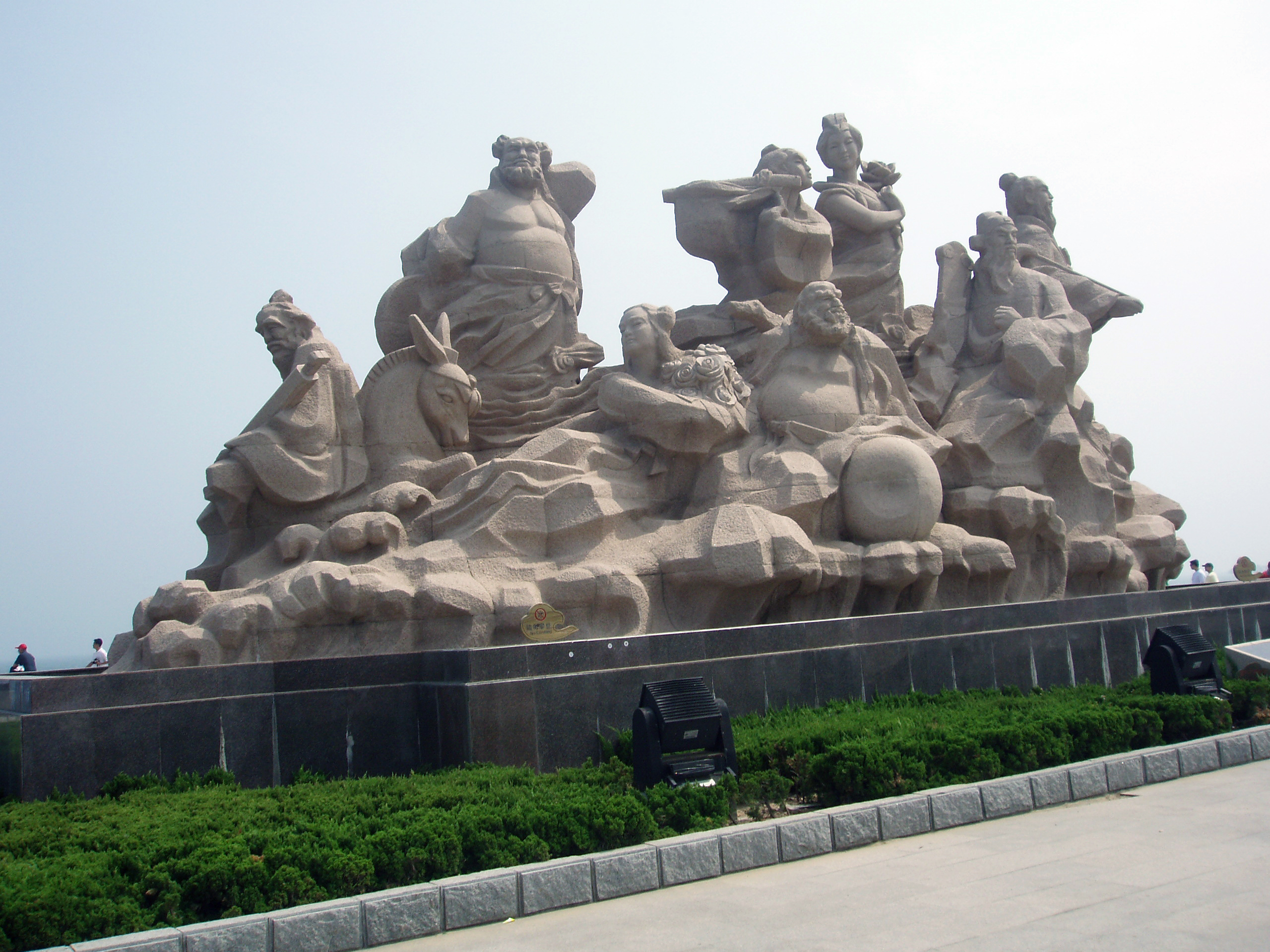
Statue des huit Immortels située à Penglai, Shandong.
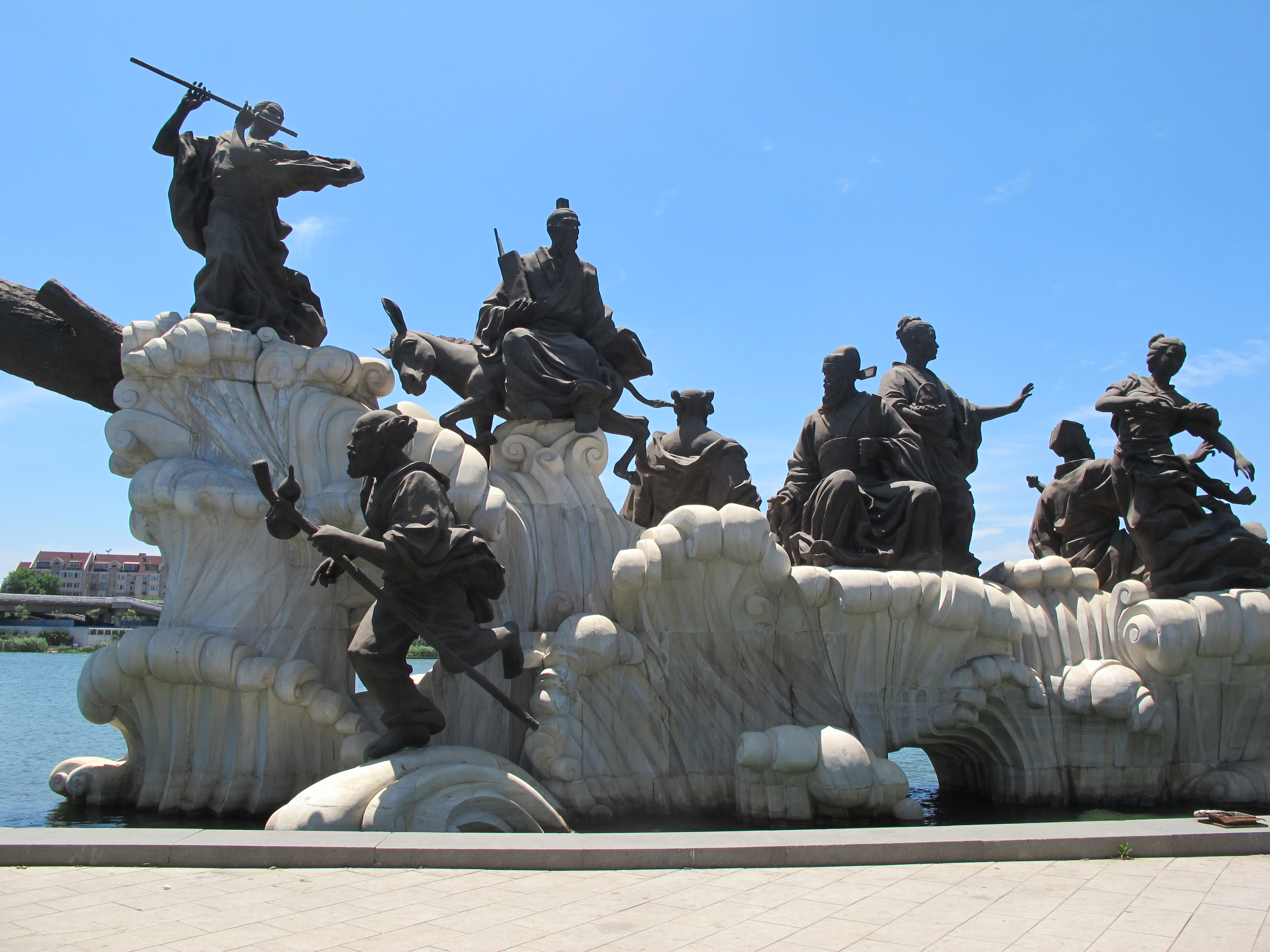
Groupe des Huit Immortels au bord de la Hai He à Tianjin.

## Les Huit Immortels traversent la mer

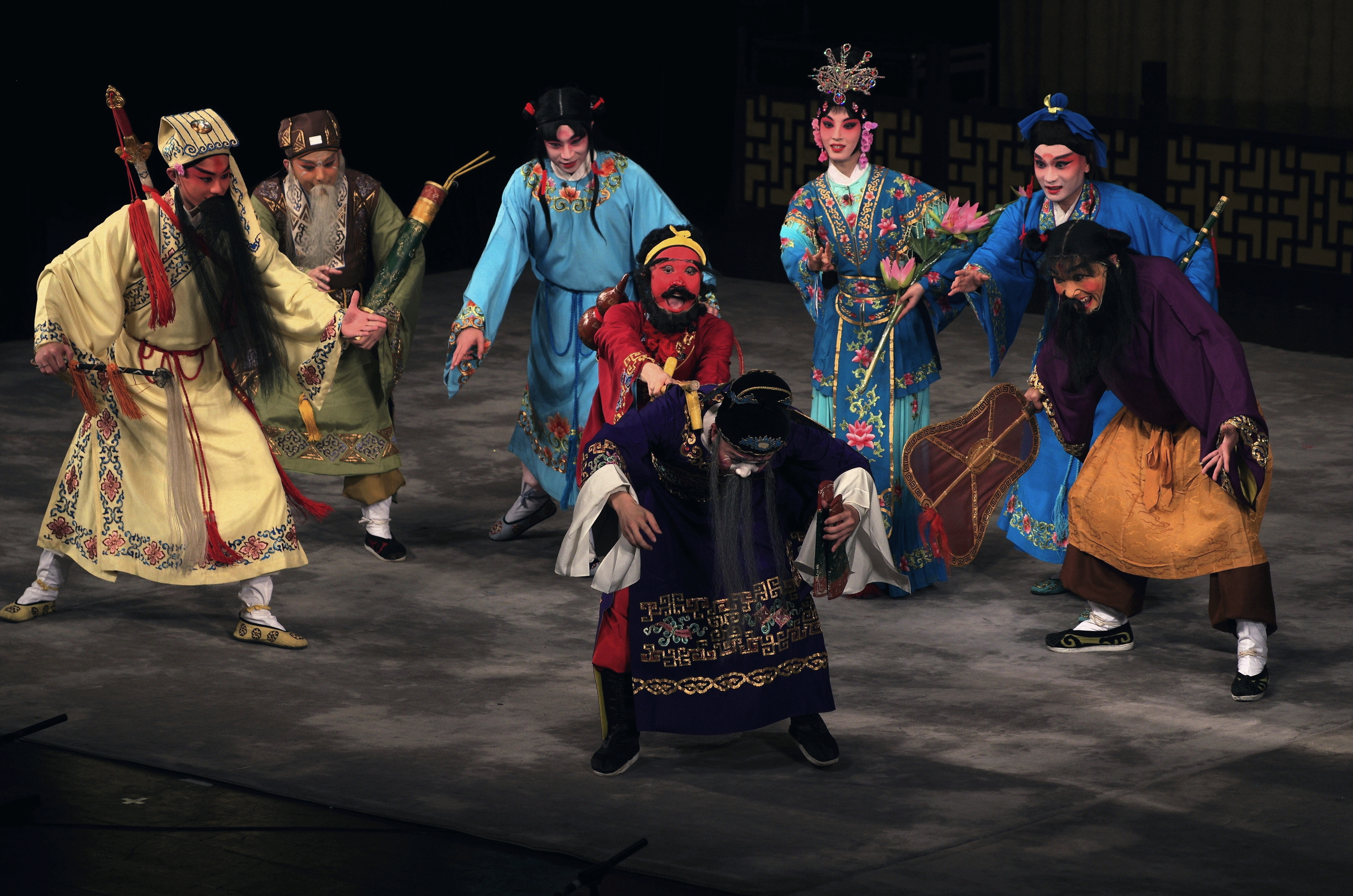
Représentation en opéra kunqu

L’épisode le plus célèbre de leurs aventures littéraires est Les Huit Immortels traversent la mer (八仙過海, Bāxiān guòhǎi). La version la plus ancienne connue est une saynète de la dynastie Yuan appelée Les Huit Immortels traversent la mer grâce à la plaquette de jade (爭玉板八仙過海, Zhēngyùbǎn Bāxiān guòhǎi). Ce thème a été interprété dans différents ouvrages et opéras. Plus récemment, le thème a été adapté en film et en dessin animé.
Se préparant à rentrer d’une visite sur l’île magique de Penglai ou chez Xiwangmu, les immortels décident sur l’initiative de Lü Dongbin ou Tieguai Li de se passer de bateau, chacun transformant son talisman en embarcation pour prouver ses dons de magie. Ce mode peu orthodoxe de navigation déplait au Roi-dragon de la mer orientale qui mobilise ses troupes. Lan Caihe est capturé, les sept autres résistent et tuent le fils du roi-dragon. La bataille dégénère, le roi appelant à la rescousse ses homologues des mers occidentale, méridionale et septentrionale. Tandis que les dragons déchaînent les vagues, Cao Guojiu réussit à écarter les eaux grâce à sa plaquette de jade. Finalement, le bodhisattva Guanyin (ou le bouddha Rulai selon les versions) intervient pour réconcilier les deux parties et faire libérer Lan Caihe.

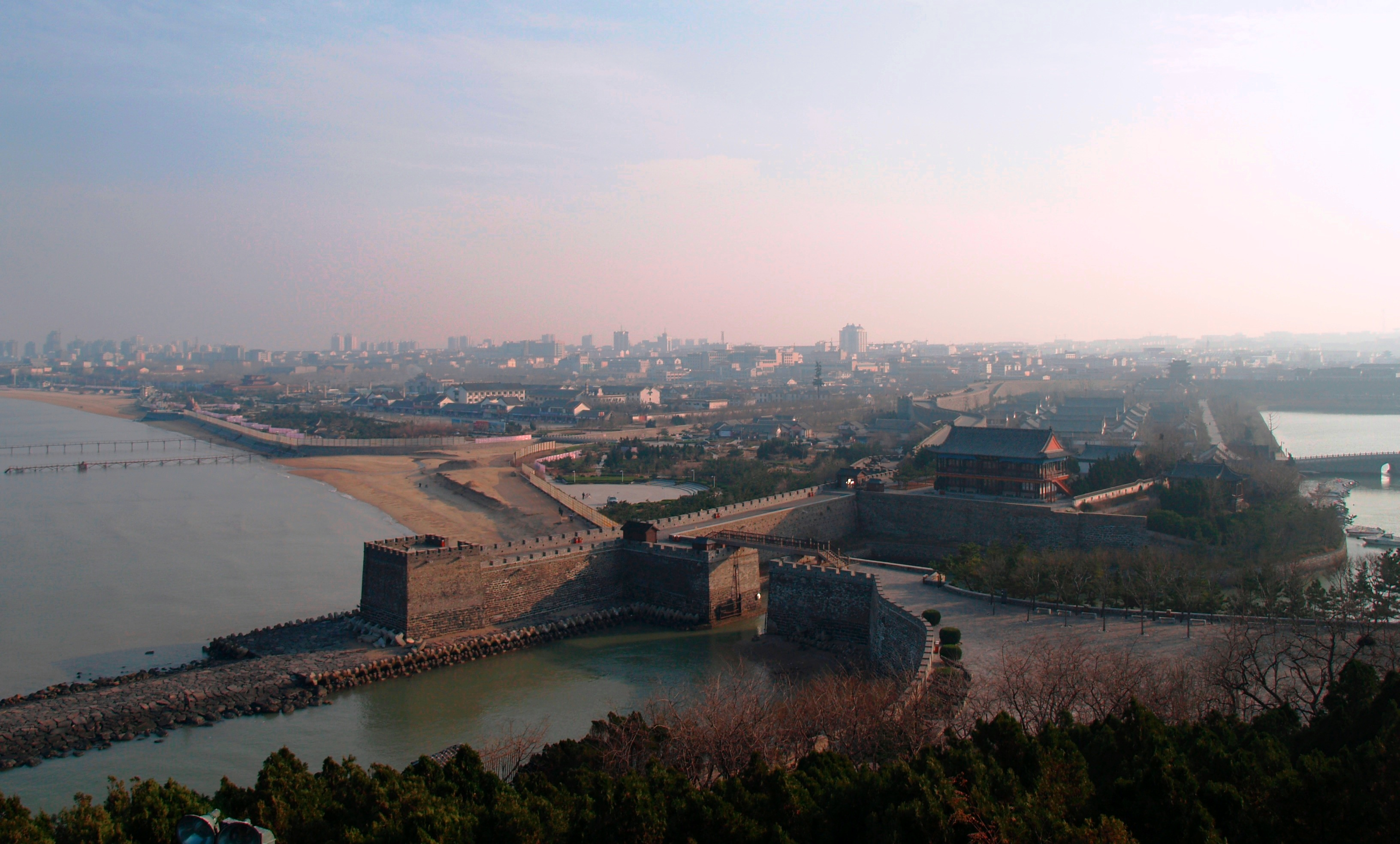
Fortifications de Penglai
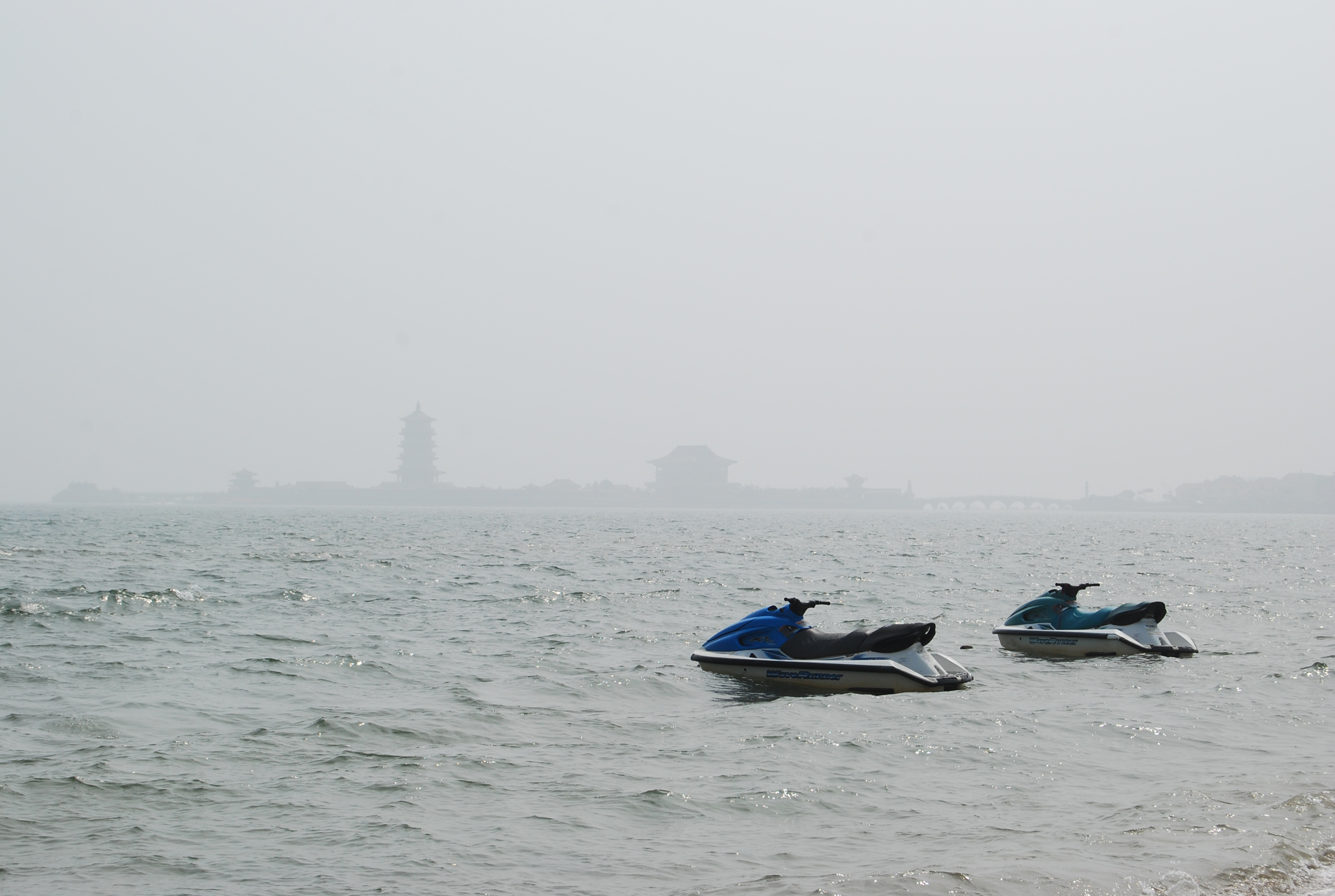
Mirage froid sur la mer de Bohai, à Penglai, y laissant apparaître une île fantôme

## Art martial
Les huit immortels ont également inspiré un art martial dont le style évoque les mouvements d'un homme ivre, suivant certainement un poème écrit sous la dynastie Tang, intitulé « Les huit immortels dans le vin » et décrivant les immortels s'enivrant.